# أسطورة لا يورونا (فلم 2022)
أسطورة لا يورونا (بالإنجليزية: The Legend of La Llorona) هو فيلم رعب أمريكي عام 2022، من إخراج باتريشيا هاريس سيلي، ومن بطولة أوتوم ريسر وأنطونيو كوبو وداني تريخو، صدر الفيلم في 7 يناير 2022.

## روابط خارجية
- مقالات تستعمل روابط فنية بلا صلة مع ويكي بيانات